# Національний парк Сьєрра-Кристал
Національний парк Сьєрра-Кристал (ісп. Parque Nacional Sierra Cristal) — національний парк на Кубі. Він розташований у муніципалітетах Маярі та Сагуа-де-Танамо на півдні провінції Ольгін. Це був перший національний парк, створений на Кубі в 1930 р., займає площу 185,37 км2 (71,57 миля2).

## Огляд
Він розташований на висотах Сьєрра-Кристал (гори Кристал), одного з найвищих гірських масивів Куби (поступаючись лише Сьєрра-Маестрі). Пік Кристал (Pico Cristal) сягає висоти 1 300 м (4 300 фут).

## Збереження
У хребтах переважають соснові ліси. Кубинська сосна (Pinus cubensis) може сягати висоти 30 м (98 фут) у цій області. Щілинозуб кубинський (Solenodon cubanus), що перебуває під загрозою зникнення, можна знайти в Сьєрра-Кристалі.
Дослідницький центр, створений у 1988 році в Пінарес-де-Маярі, здійснює моніторинг екології регіону.